# Prionopetalum urbicolum
Prionopetalum urbicolum är en mångfotingart som först beskrevs av Carl 1909.  Prionopetalum urbicolum ingår i släktet Prionopetalum och familjen Odontopygidae. Inga underarter finns listade i Catalogue of Life.